# Kanamti Solomon
 Kanamti Ruben Solomon – amerykański zapaśnik w stylu wolnym. Brązowy medal na mistrzostwach panamerykańskich w 1994 roku.